# Strongylocentrotus
Genre
Strongylocentrotus est un genre d’oursins (échinodermes) réguliers de la famille des Strongylocentrotidae, que l'on trouve principalement dans l'Océan Pacifique.

## Caractéristiques
Ce sont des oursins dits « réguliers », caractérisés par un test (coquille) rond et des épines réparties sur tout le corps. 
La bouche se situe au centre de la face inférieure (face « orale »), et l'anus à l'opposé, soit au sommet du test.
Au niveau squelettique, le disque apical est hémicyclique. Les ambulacres sont polygéminés, avec 5 à 10 paires de pores par plaque. Les plaques ambulacraires portent chacune un tubercule primaire et un tubercule secondaire plus petit. Les plaques interambulacraires portent un gros tubercule primaire et plusieurs petits tubercules secondaires alignés horizontalement. Les radioles (piquants) sont fines et n'excèdent pas 0,5 cm de diamètre.

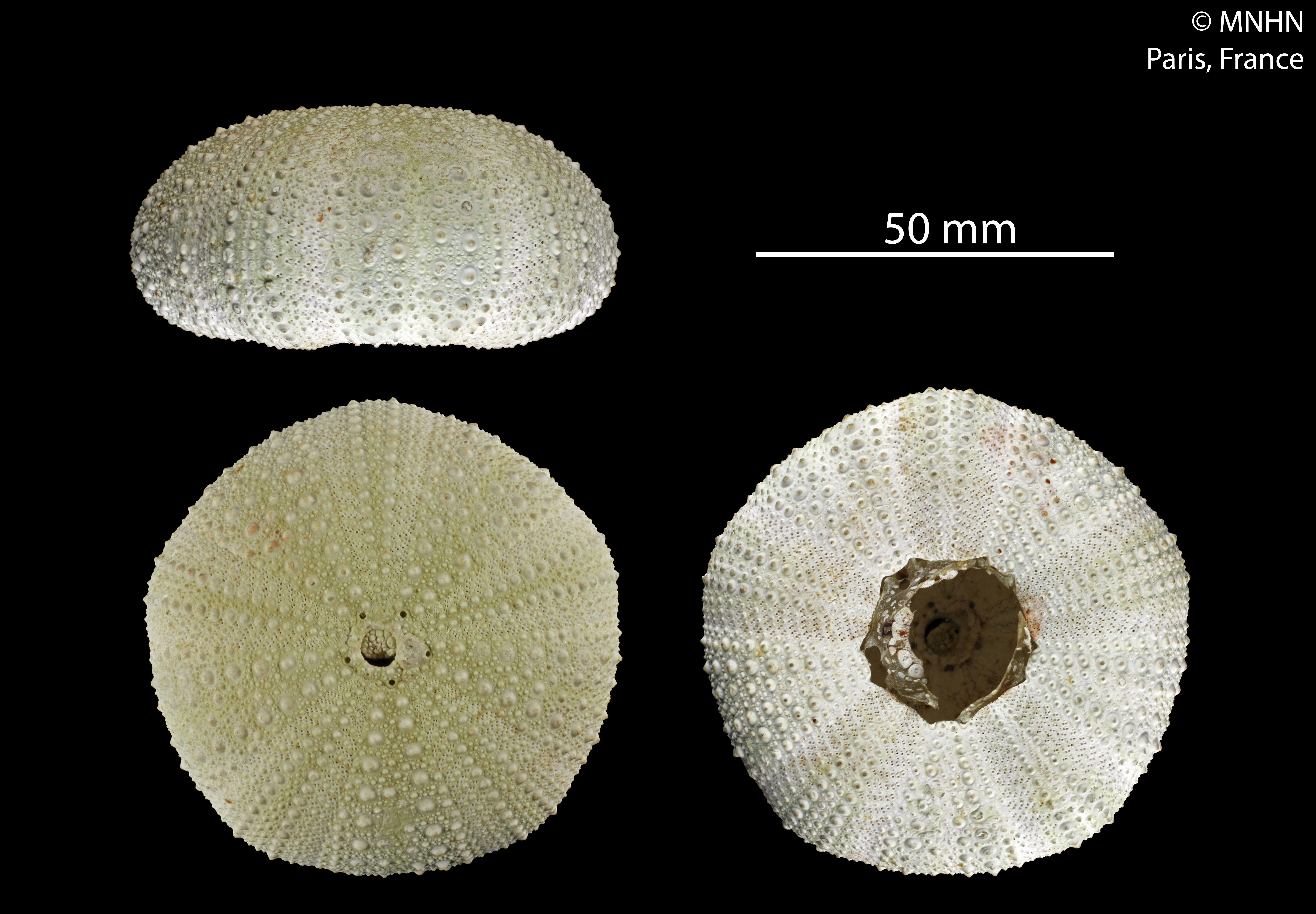
Strongylocentrotus pallidus (MNHN)

On trouve ces oursins principalement dans l'Océan Pacifique Nord-Est, de la Russie à la Californie suivant les espèces ; Strongylocentrotus droebachiensis occupe cependant tout l'Océan Arctique. Ce genre est apparu au Miocène.
Ces oursins sont comestibles, et exploités traditionnellement ou industriellement sur les littoraux de plusieurs pays.
Le genre Strongylocentrotus fut décrit en 1835 par Johann Friedrich von Brandt.

## Liste d'espèces
| Selon World Register of Marine Species (4 avril 2014) : - Strongylocentrotus antiquus Philip, 1965 † - Strongylocentrotus djakonovi Baranova, 1957 -- Détroit de Bering - Strongylocentrotus droebachiensis (O.F. Müller, 1776) -- Atlantique nord, Pacifique nord et Arctique (« Oursin vert ») - Strongylocentrotus fragilis Jackson, 1912 -- Pacifique nord-est (profond) - Strongylocentrotus intermedius (A. Agassiz, 1863) -- Mer du Japon - Strongylocentrotus magistrus Nisiyama, 1966 † - Strongylocentrotus minihagali Deraniyagala, 1961 † - Strongylocentrotus octoporus Nisiyama, 1966 † - Strongylocentrotus pallidus (Sars G.O., 1871) -- Pacifique nord et Arctique (profond) - Strongylocentrotus polyacanthus A. Agassiz & H.L. Clark, 1907 -- Détroit de Bering - Strongylocentrotus pulchellus A. Agassiz & H.L. Clark, 1907 -- Mer d'Okhotsk - Strongylocentrotus purpuratus (Stimpson, 1857) -- Côte ouest de l'Amérique du nord (« Oursin pourpre ») | Selon ITIS (6 octobre 2013) : - Strongylocentrotus droebachiensis (O. F. Müller, 1776) - Strongylocentrotus franciscanus (A. Agassiz, 1863) -- « Oursin rouge géant » - Strongylocentrotus pallidus (G. O. Sars, 1871) - Strongylocentrotus polyacanthus (A. Agassiz et H. L. Clark, 1907) - Strongylocentrotus purpuratus (Stimpson, 1857) |

La taxinomie des Strongylocentrotidae n'est pas encore très bien établie : World Register of Marine Species (4 avril 2014) place par exemple l'unique espèce d’Allocentrotus parmi les Strongylocentrotus. Des études génétiques récentes suggèrent que les espèces Allocentrotus fragilis, Hemicentrotus pulcherrimus, Strongylocentrotus intermedius, Strongylocentrotus purpuratus, Strongylocentrotus pallidus et Strongylocentrotus droebachiensis feraient toutes partie d'un même clade monophylétique, redistribuant ainsi les cartes de ces espèces dans de nouveaux genres.

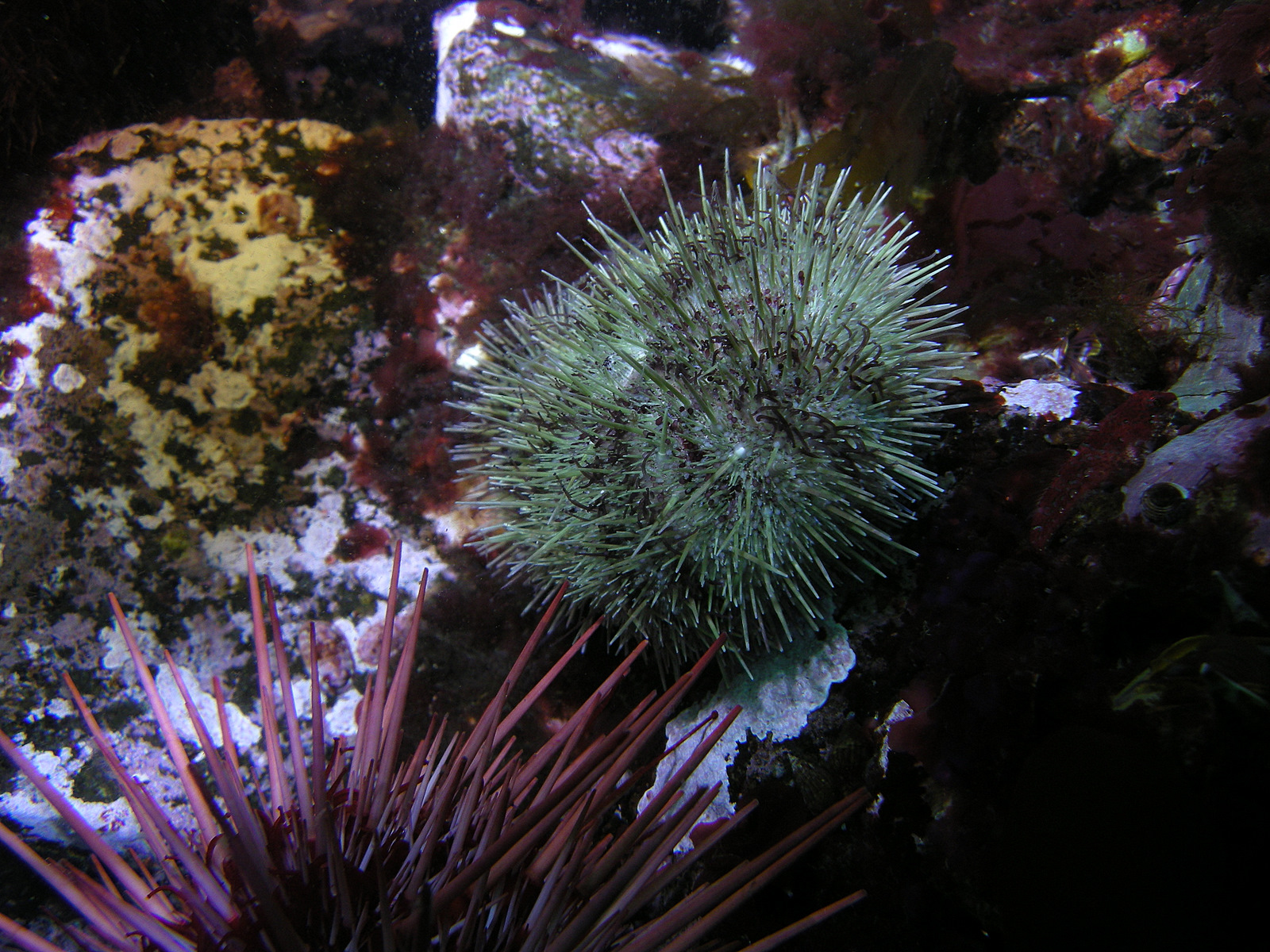
Strongylocentrotus droebachiensis
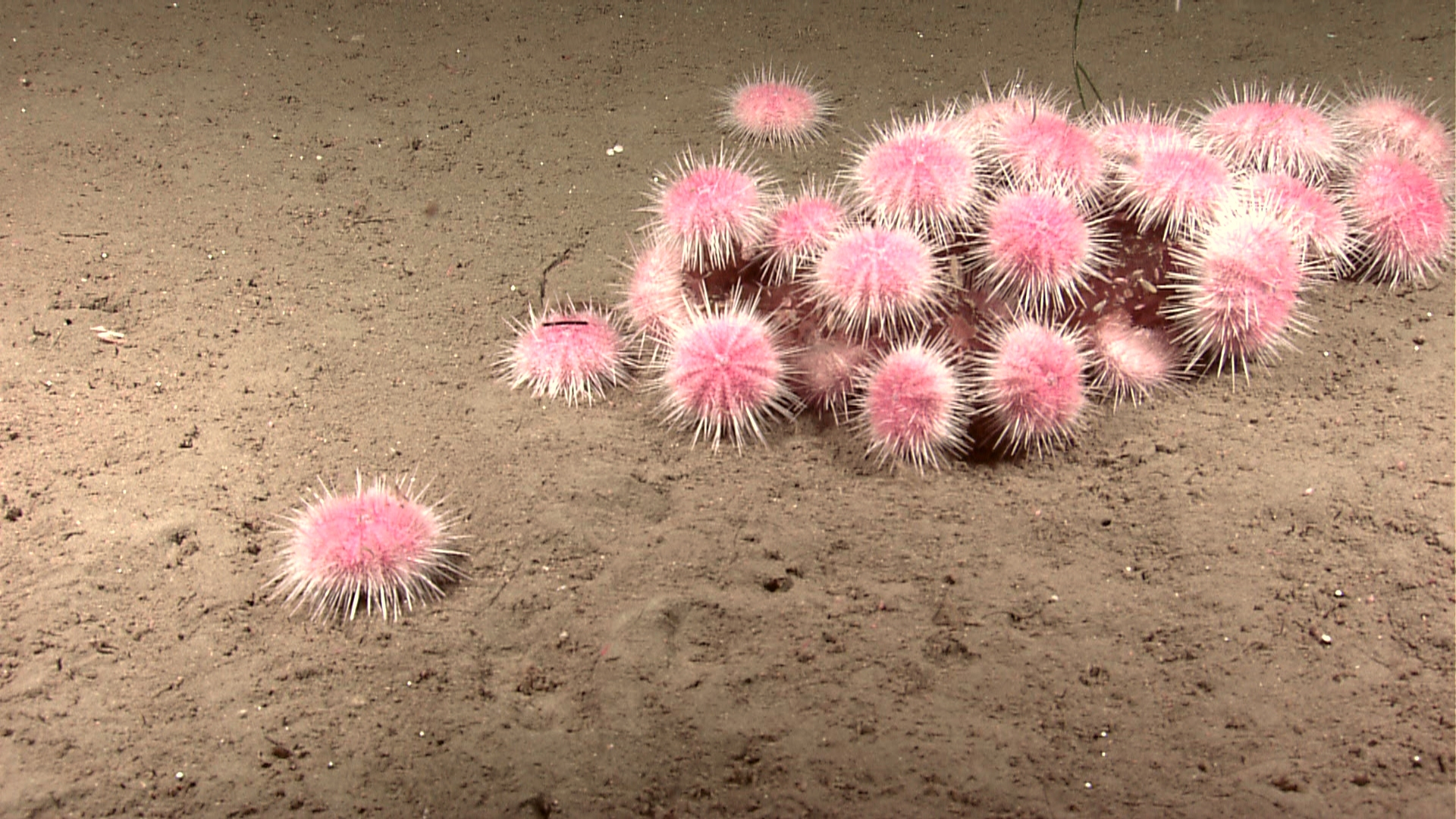
Strongylocentrotus fragilis
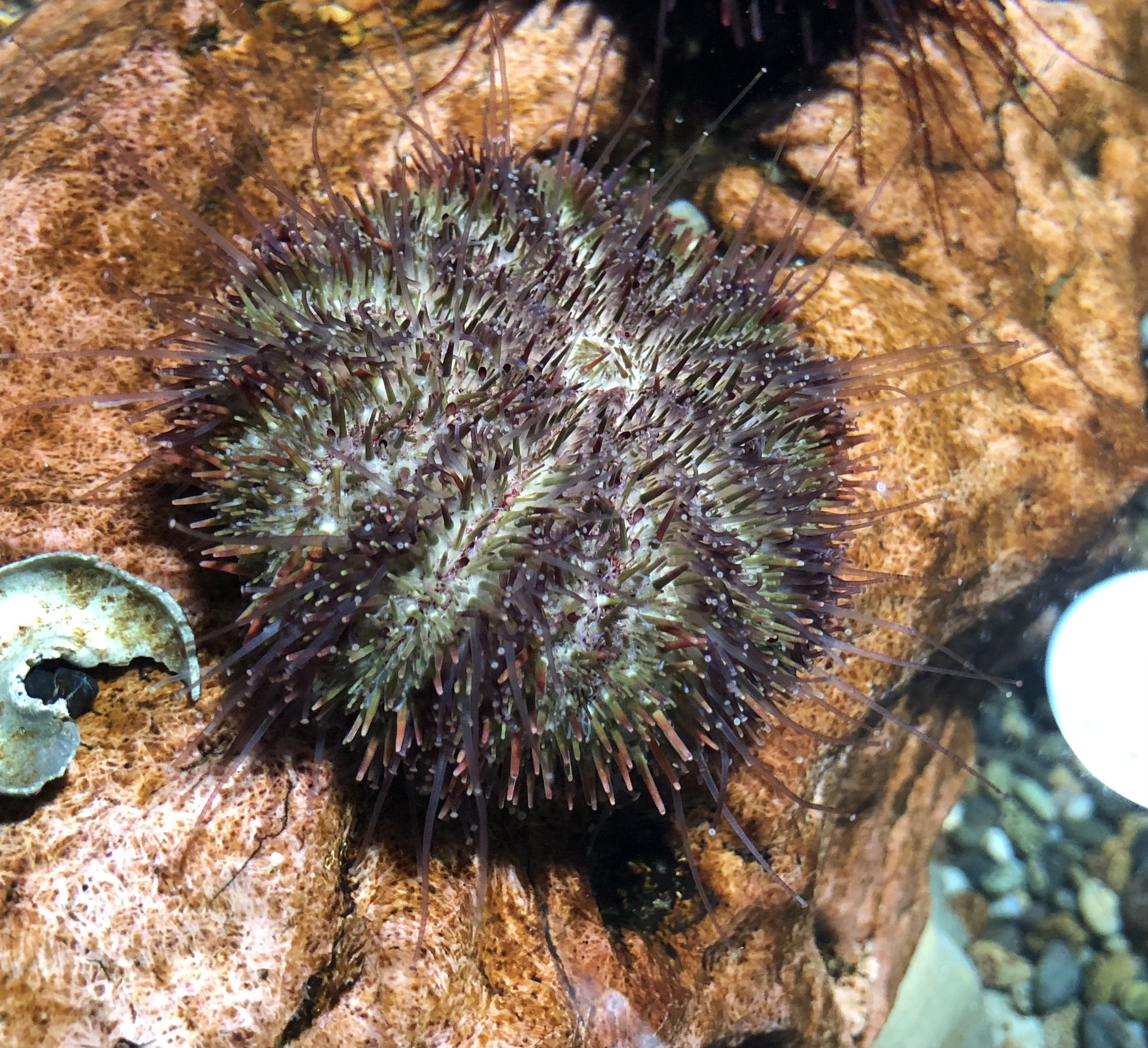
Strongylocentrotus intermedius
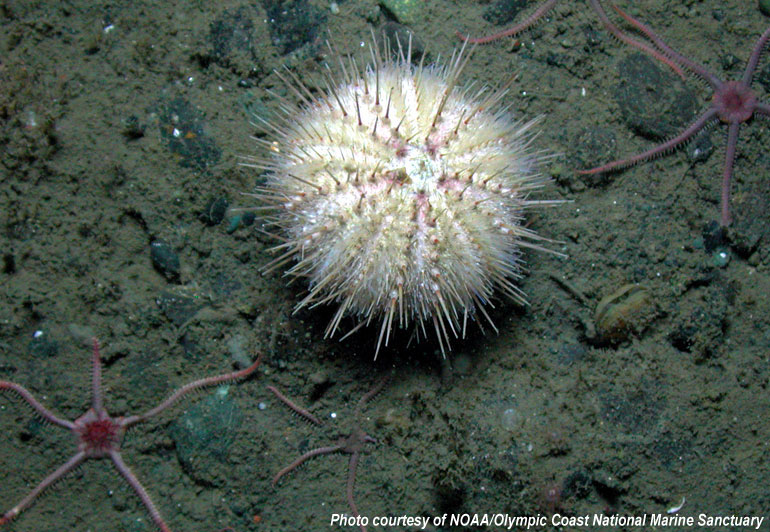
Strongylocentrotus pallidus
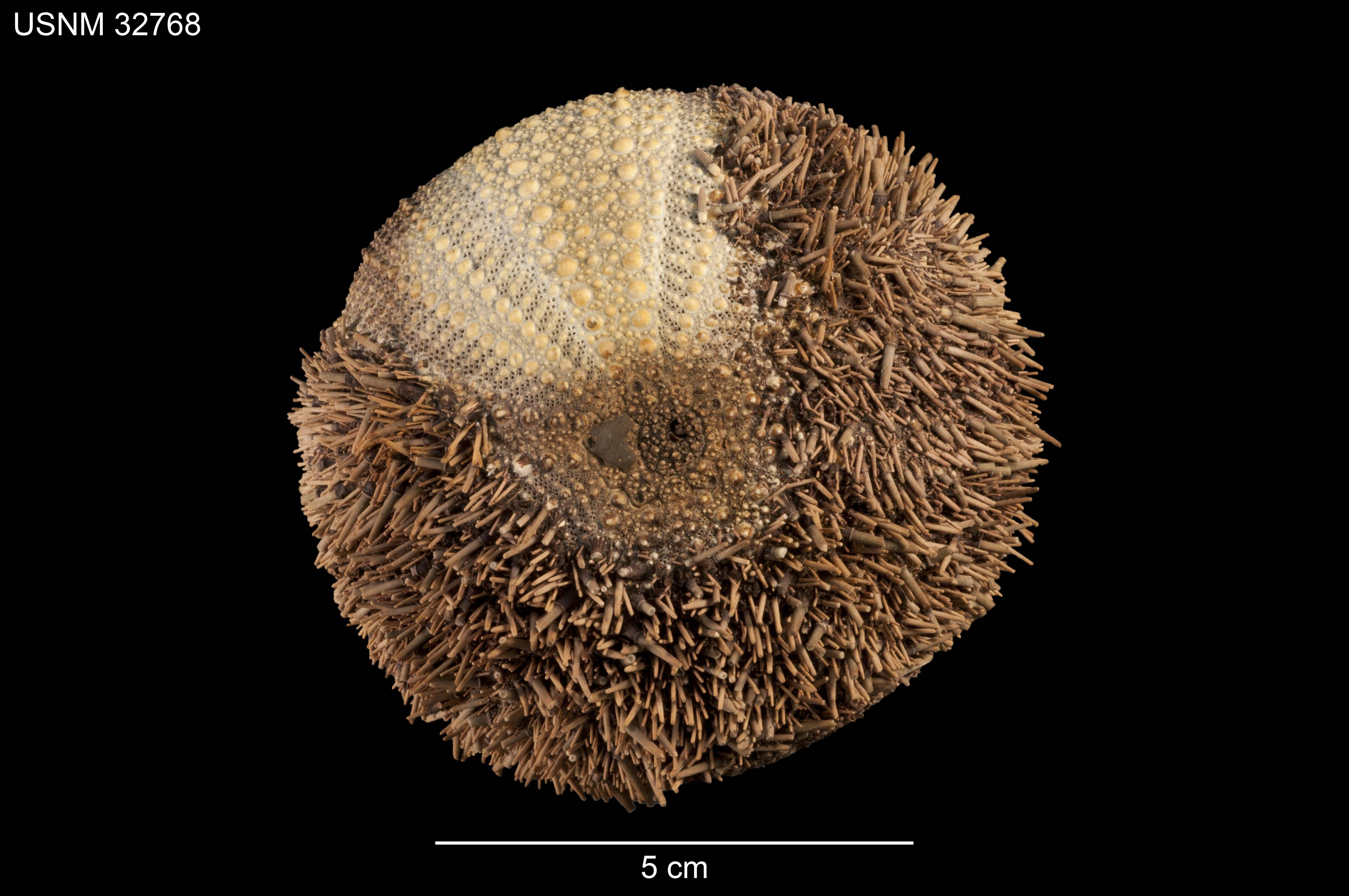
Strongylocentrotus polyacanthus
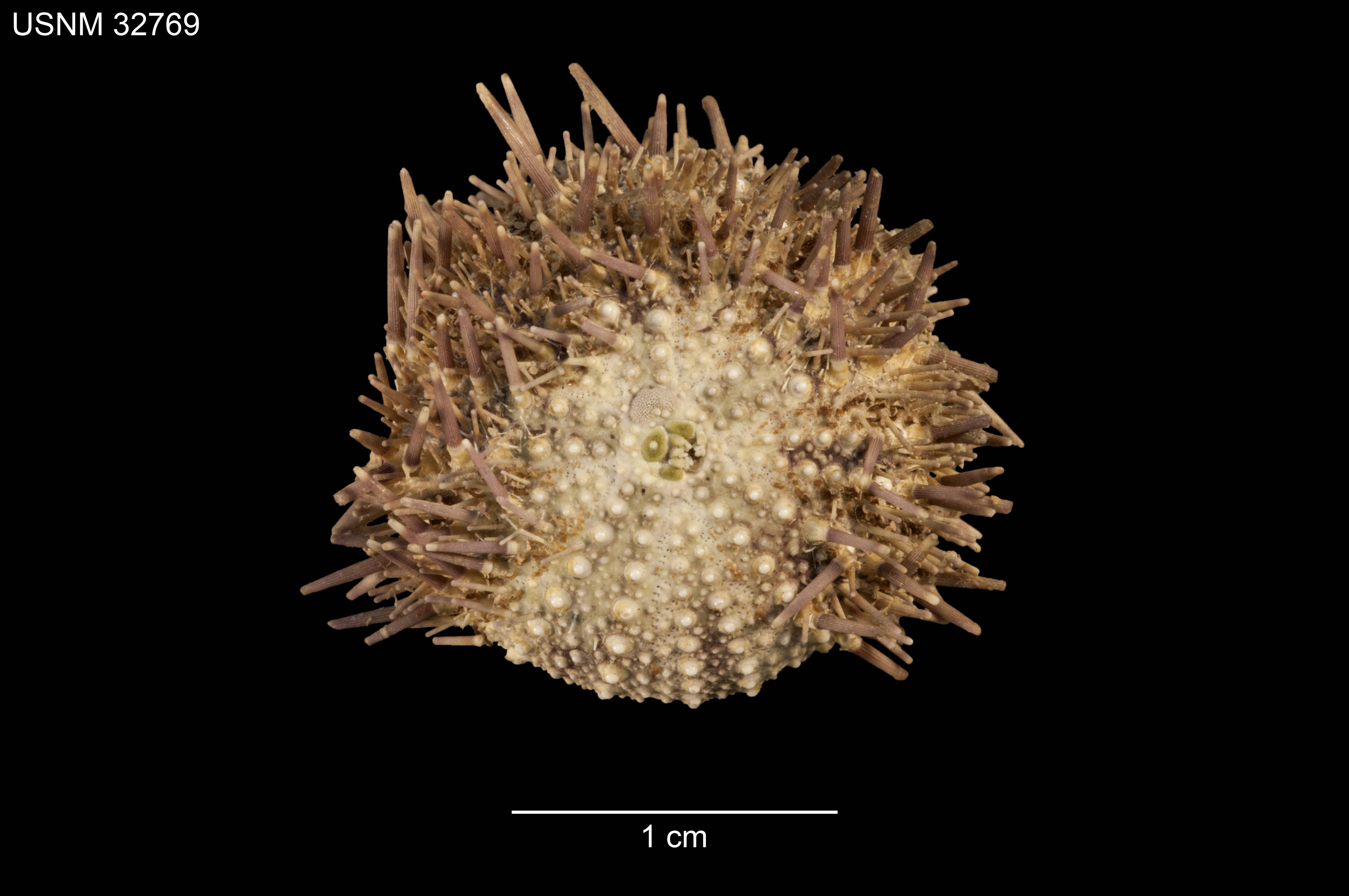
Strongylocentrotus pulchellus
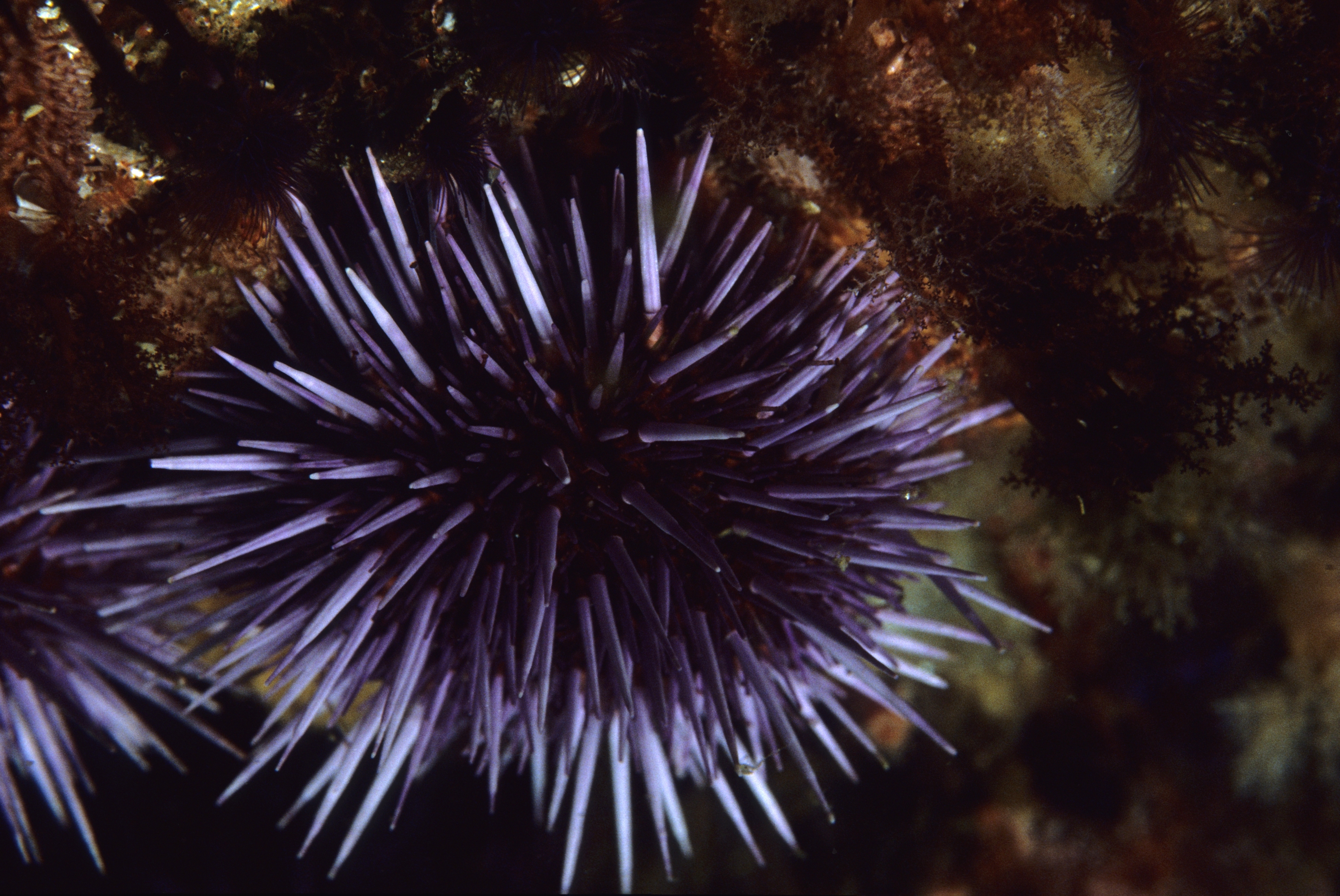
Strongylocentrotus purpuratus
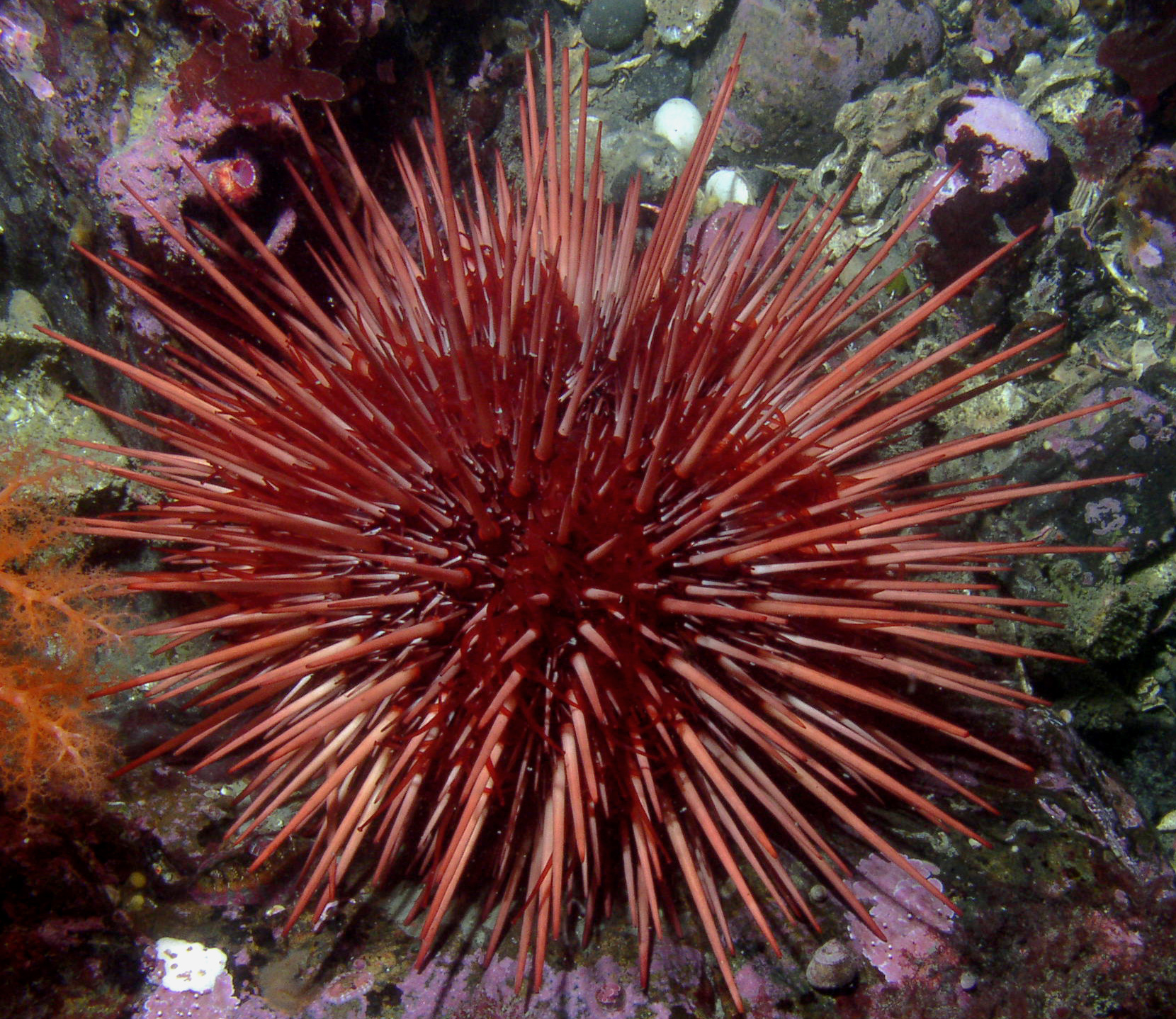
Strongylocentrotus franciscanus (maintenant classé comme Mesocentrotus par WoRMS[2])